# Kolbeinn Sigþórsson
Kolbeinn Sigþórsson (Reykjavík, 14 de março de 1990) é um ex-futebolista islandês que atuava como atacante. Seu último clube foi o IFK Gotemburgo da Suécia.

## Carreira
Kolbeinn Sigþórsson fez parte do elenco da Seleção Islandesa de Futebol da Eurocopa de 2016e também fez parte do elenco de 23 jogadores para a Copa do Mundo FIFA de 2018 pela Seleção Islandesa.